# Raffaello Tancredi
Raffaello Tancredi (Resina, 2 ottobre 1837 – Napoli, 1916 oppure 1924) è stato un pittore italiano, specializzato in soggetti storici.
Partecipò con le sue opere a molte esposizioni nazionali ed internazionali a Londra, Milano, Napoli, Palermo, Parigi, Roma, Torino e Vienna.

## Biografia
Allievo della scuola di Belle Arti di Napoli, esordì con successo nel 1859 esponendo due opere nell'ultima edizione della mostra d'arte organizzata dalla scuola nel Regio Museo Borbonico di Napoli prima dell'Unità d'Italia.
A seguito di un concorso nazionale, vinse una borsa di studio triennale (dal 1864 al 1867) per un viaggio-studio a Firenze; nel 1868 espose al concorso nazionale di pittura il dipinto Buoso da Doero riconosciuto dai suoi concittadini giungendo secondo alle spalle di Alessandro Focosi, che si aggiudicò ex aequo il primo premio (il premio in denaro di 10 000 lire venne assegnato al Focosi, con molte polemiche da parte della giuria).
Alla Seconda Esposizione nazionale di Belle Arti di Milano del 1872 presentò L'ammiraglio Caracciolo per tradimento del servo è arrestato dalle bande della Santa Fede, quadro che per la sua bellezza venne acquistato da re Vittorio Emanuele II.
Tancredi diventò professore dell'Accademia di belle arti di Napoli e venne insignito dell'Ordine della Corona d'Italia.
Negli ultimi anni si trasferì a Roma, dove continuò a vavorare e insegnare disegno e pittura.

## Opere

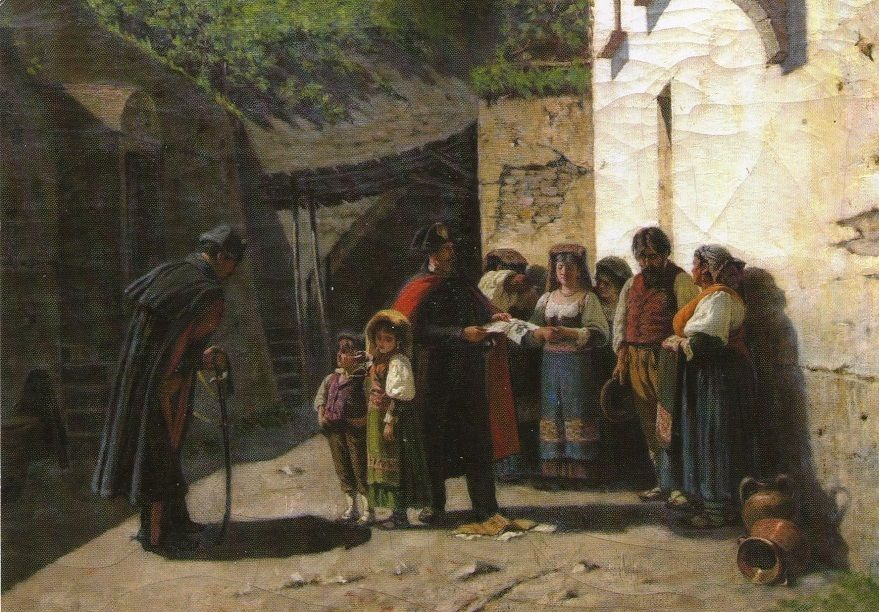
La notifica

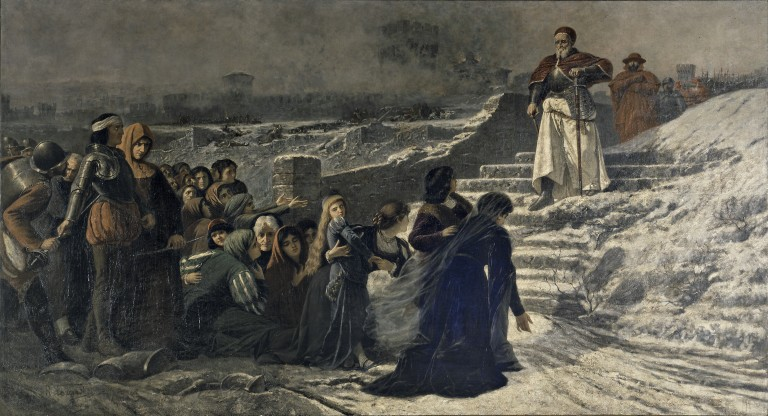
La presa di Mirandola

Tra le opere maggiori di Tancredi vi sono:
Mostra di Belle Arti nel Regio Museo Borbonico di Napoli (1859)
- Alcuni soldati che invadono una casa
- Bivacco di soldati

Seconda Esposizione nazionale di Belle Arti di Milano (1872)
- L'Ammiraglio Caracciolo per tradimento del servo è arrestato dalle bande della Santa Fede

Esposizione Universale di Vienna (1873)
- L'arresto dell'Ammiraglio Caracciolo

Esposizione Nazionale di Belle Arti di Napoli (1877)
- La gioventù di Ferdinando IV
- I galanti a Boboli nel secolo passato
- Andate a guadagnare

Esposizione Universale di Parigi (1878)
- La giovinezza di Ferdinando IV Re di Napoli

Esposizione di Belle Arti di Roma (1883)
- Gli schiavi bianchi
- Per i mercati d'Oriente

Esposizione Generale Italiana (Torino, 1884)
- Pirati
- La saccoccia bucata

Esposizione italiana (Londra, 1888)
- Giulio II dopo la battaglia della Mirandola

Esposizione nazionale di Palermo (1891-1892)
- L'eremita Pietro da Morrone eletto Pontefice

LXVI Esposizione nazionale di belle arti di Roma
- Gigli tra le spine

Esposizione nazionale di Torino per il 50º anniversario dello Statuto (1898)
- Il Pontefice Giulio II e la Contessa di Mirandola

### Altre opere
- Paisiello[8] (oppure Domenico Cimarosa[10]) incarcerato per aver scritto un inno repubblicano è liberato dai musicanti dei reggimenti russi di guarnigione a Napoli
- Il banditore di vino a Napoli
- Giulio II sulle mura delle città di Mirandola dopo averla espugnata (esposto nella Sala Granda del palazzo municipale di Mirandola)
- Un celebre maestro di musica imprigionato (presentato all'esposizione di Torino)